# AFL - Division I 2020
La AFL Division I 2020 avrebbe dovuto essere la 35ª edizione del campionato di football americano di secondo livello, organizzato dalla AFBÖ. Il campionato non è stato disputato a causa della pandemia di COVID-19 del 2019-2021.

## Squadre partecipanti
| Club                | Città                    | Stadio | Sponsor ufficiale | Risultato nella stagione 2019 |
| ------------------- | ------------------------ | ------ | ----------------- | ----------------------------- |
| Amstetten Thunder   | Amstetten                |        |                   |                               |
| Bratislava Monarchs | Bratislava               |        |                   |                               |
| Carinthian Lions    | Klagenfurt am Wörthersee |        |                   |                               |
| Salzburg Bulls      | Salisburgo               |        |                   |                               |
| Styrian Bears       | Graz                     |        |                   |                               |
| Telfs Patriots      | Telfs                    |        |                   |                               |
| Tirol Raiders JV    | Innsbruck                |        | Swarco            |                               |
| Vienna Knights      | Vienna                   |        |                   |                               |
| Vienna Vikings 2    | Vienna                   |        | Dacia             |                               |
| Znojmo Knights      | Znojmo                   |        |                   |                               |

## Stagione regolare

### Calendario

#### 1ª giornata
| 21 marzo 2020 | Amstetten Thunder | - – - | Telfs Patriots |  |

| 21 marzo 2020 | Salzburg Bulls | - – - | Carinthian Lions |  |

| 22 marzo 2020 | Vienna Vikings 2 | - – - | Styrian Bears |  |

| 22 marzo 2020 | Vienna Knights | - – - | Znojmo Knights |  |

#### 2ª giornata
| 5 aprile 2020 | Styrian Bears | - – - | Vienna Knights |  |

| 5 aprile 2020 | Bratislava Monarchs | - – - | Vienna Vikings 2 |  |

| 5 aprile 2020 | Tirol Raiders JV | - – - | Salzburg Bulls |  |

| 5 aprile 2020 | Carinthian Lions | - – - | Amstetten Thunder |  |

#### 3ª giornata
| 18 aprile 2020 | Amstetten Thunder | - – - | Tirol Raiders JV |  |

| 18 aprile 2020 | Telfs Patriots | - – - | Carinthian Lions |  |

| 19 aprile 2020 | Vienna Vikings 2 | - – - | Vienna Knights |  |

| 19 aprile 2020 | Znojmo Knights | - – - | Bratislava Monarchs |  |

#### 4ª giornata
| 2 maggio 2020 | Salzburg Bulls | - – - | Amstetten Thunder |  |

| 3 maggio 2020 | Styrian Bears | - – - | Bratislava Monarchs |  |

| 3 maggio 2020 | Tirol Raiders JV | - – - | Telfs Patriots |  |

| 3 maggio 2020 | Vienna Vikings 2 | - – - | Znojmo Knights |  |

#### 5ª giornata
| 9 maggio 2020 | Salzburg Bulls | - – - | Tirol Raiders JV |  |

| 10 maggio 2020 | Amstetten Thunder | - – - | Carinthian Lions |  |

| 10 maggio 2020 | Vienna Knights | - – - | Vienna Vikings 2 |  |

| 2020 | Znojmo Knights | - – - | Styrian Bears |  |

#### 6ª giornata
| 16 maggio 2020 | Telfs Patriots | - – - | Salzburg Bulls |  |

| 17 maggio 2020 | Styrian Bears | - – - | Vienna Vikings 2 |  |

| 17 maggio 2020 | Bratislava Monarchs | - – - | Vienna Knights |  |

| 17 maggio 2020 | Carinthian Lions | - – - | Tirol Raiders JV |  |

#### 7ª giornata
| 30 maggio 2020 | Carinthian Lions | - – - | Salzburg Bulls |  |

| 30 maggio 2020 | Telfs Patriots | - – - | Amstetten Thunder |  |

| 31 maggio 2020 | Bratislava Monarchs | - – - | Znojmo Knights |  |

| 1º giugno 2020 | Vienna Knights | - – - | Styrian Bears |  |

#### 8ª giornata
| 6 giugno 2020 | Salzburg Bulls | - – - | Telfs Patriots |  |

| 7 giugno 2020 | Tirol Raiders JV | - – - | Carinthian Lions |  |

| 7 giugno 2020 | Vienna Vikings 2 | - – - | Bratislava Monarchs |  |

| 7 giugno 2020 | Znojmo Knights | - – - | Vienna Vikings 2 |  |

#### 9ª giornata
| 20 giugno 2020 | Amstetten Thunder | - – - | Salzburg Bulls |  |

| 20 giugno 2020 | Telfs Patriots | - – - | Tirol Raiders JV |  |

| 21 giugno 2020 | Styrian Bears | - – - | Znojmo Knights |  |

| 21 giugno 2020 | Vienna Knights | - – - | Bratislava Monarchs |  |

#### 10ª giornata
| 27 giugno 2020 | Znojmo Knights | - – - | Vienna Knights |  |

| 28 giugno 2020 | Bratislava Monarchs | - – - | Styrian Bears |  |

| 28 giugno 2020 | Tirol Raiders JV | - – - | Amstetten Thunder |  |

| 28 giugno 2020 | Carinthian Lions | - – - | Telfs Patriots |  |

### Classifiche
Le classifiche della regular season sono le seguenti:
- PCT = percentuale di vittorie, G = partite giocate, V = partite vinte,  P = partite perse, PF = punti fatti, PS = punti subiti

#### Conference A
| Pos. | Squadra           | PCT  | G | V | N | P | PF | PS |
| ---- | ----------------- | ---- | - | - | - | - | -- | -- |
| 1    | Amstetten Thunder | .000 | 0 | 0 | 0 | 0 | 0  | 0  |
| 2    | Carinthian Lions  | .000 | 0 | 0 | 0 | 0 | 0  | 0  |
| 3    | Salzburg Bulls    | .000 | 0 | 0 | 0 | 0 | 0  | 0  |
| 4    | Telfs Patriots    | .000 | 0 | 0 | 0 | 0 | 0  | 0  |
| 5    | Tirol Raiders JV  | .000 | 0 | 0 | 0 | 0 | 0  | 0  |

#### Conference B
| Pos. | Squadra             | PCT  | G | V | N | P | PF | PS |
| ---- | ------------------- | ---- | - | - | - | - | -- | -- |
| 1    | Bratislava Monarchs | .000 | 0 | 0 | 0 | 0 | 0  | 0  |
| 2    | Styrian Bears       | .000 | 0 | 0 | 0 | 0 | 0  | 0  |
| 3    | Vienna Knights      | .000 | 0 | 0 | 0 | 0 | 0  | 0  |
| 4    | Vienna Vikings 2    | .000 | 0 | 0 | 0 | 0 | 0  | 0  |
| 5    | Znojmo Knights      | .000 | 0 | 0 | 0 | 0 | 0  | 0  |

## Playoff

### Tabellone
Le ultime classificate dei gironi si incontrano in un playout.
|  | Semifinali | Semifinali | Semifinali |     |     | XXIII Silver Bowl | XXIII Silver Bowl | XXIII Silver Bowl |  |
|  |            |            |            |     |     |                   |                   |                   |  |
|  | 1A         | TBD        | -          |     |     |                   |                   |                   |  |
|  | 1A         | TBD        | -          |     |     |                   |                   |                   |  |
|  | 2B         | TBD        | -          |     |     |                   |                   |                   |  |
|  | 2B         | TBD        | -          |     | TBD | TBD               | -                 |                   |  |
|  |            |            |            |     | TBD | TBD               | -                 |                   |  |
|  |            |            | TBD        | TBD | -   |                   |                   |                   |  |
|  | 1B         | TBD        | TBD        | TBD | -   | -                 |                   |                   |  |
|  | 1B         | TBD        |            |     |     |                   |                   |                   |  |
|  | 2A         | TBD        | -          |     |     |                   |                   |                   |  |

### Semifinali
| 18 luglio 2020 | TBD | - – - | TBD |  |

| 19 luglio 2020 | TBD | - – - | TBD |  |

### XXII Silver Bowl
| 25 luglio 2020 | TBD | - – - | TBD |  |